# Битка при Криволак (1915)
 Тази статия е за битката през Първата световна война.  За битката през Междусъюзническата вижте Битка при Криволак (1913).  
Криволашкото сражение е битка през Първата световна война между български части и френски съглашенски части, разиграла се край село Криволак, Вардарска Македония между 17 октомври и 21 ноември 1915 година.
След намесата на България в Първата световна война на 1 октомври 1915 година при настъплението срещу Сърбия Първа българска армия разбива сръбските войски в Нишката операция, а Втора българска армия - в Овчеполската операция. Същевременно в началото на октомври части на Антантата правят десант в Солун и тръгват на север с цел да се съединят с оттеглилите се в Косово сръбски части.
Настъплението на 57-а и 156-а френски дивизии е посрещнато от Южната група на Втора българска армия, съставена от части от 2 тракийска, 5 дунавска, 7 рилска и 11 македонска дивизия. Сражението се развива с променлив успех при огромни загуби и от двете страни, като основният удар от българска страна е поет от 11 дивизия. В крайна сметка въпреки численото си преимущество французите отстъпват обратно на гръцка територия.